# قرابقلو
قرابقلو هي قرية في مقاطعة أرومية، إيران. يقدر عدد سكانها بـ 368 نسمة بحسب إحصاء 2016.